# Divisa, Solar y Casa Real de la Piscina

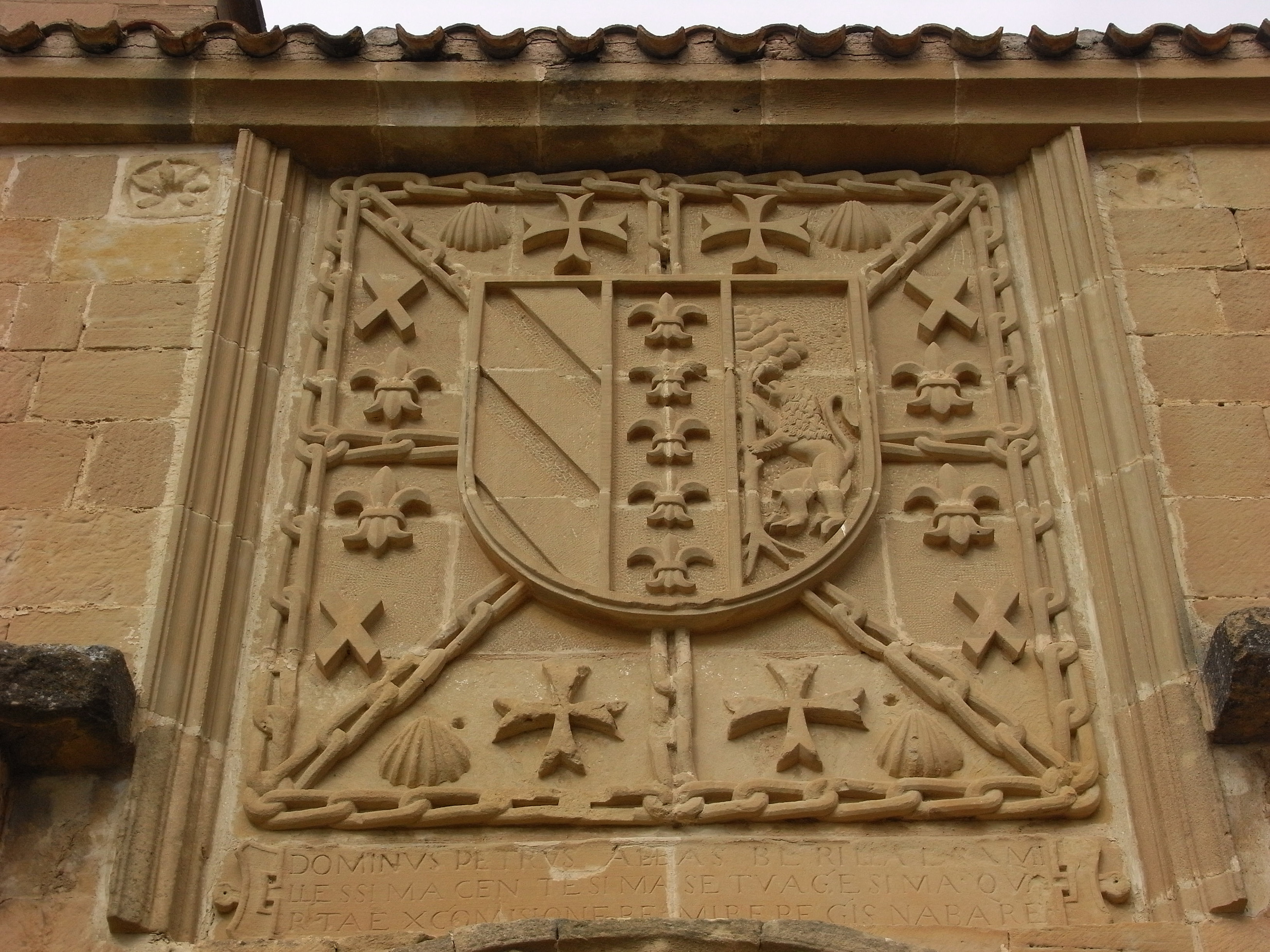
Escudo de armas de la divisa de la Piscina en la Ermita de Santa María de La Piscina, La Rioja.

La Divisa, Solar y Casa Real de la Piscina fue una Divisa fundada, supuestamente, por disposición testamentaria de Ramiro Sánchez de Pamplona, para sus descendientes nobles.

## Historia
Ramiro Sánchez de Pamplona era hijo bastardo del infante Sancho Garcés, quien a su vez, también era hijo ilegítimo del rey García el de Nájera. De su matrimonio con Cristina Rodríguez, hija de Rodrigo Díaz de Vivar tuvo solamente dos hijos: García Ramírez el Restaurador y Elvira Ramírez, la esposa del conde Rodrigo Gómez, hijo del conde Gómez González el de Candespina. Además, aunque antiguos autores afirmaban que Ramiro estuvo en la Primera Cruzada,  dicha participación es altamente improbable. Supuestamente había partido junto con otros nobles el 15 de marzo de 1095, pero eso es imposible ya que aún no se había llamado la cruzada en el concilio de Clermont y esto no ocurrió hasta unos meses después. Por otro lado, según Antonio Ubieto Arteta, era de suponer que de haber acudido a Tierra Santa, «habría permanecido en el ejército cristiano hasta la conquista de Jerusalén; sin embargo, lo encontramos en Valencia hacia 1098 contrayendo matrimonio con una hija del Cid y en julio 1099 acompañando el cuerpo del Cid a Cardeña».

## Ermita de Santa María de La Piscina
La Ermita de Santa María de La Piscina fue construida en 1136 cerca de la villa de San Vicente de la Sonsierra, en la antigua Sonsierra Navarra del Reino de Navarra, hoy en día parte del municipio  riojano del mismo nombre, al norte del río Ebro. Las armas de la Divisa se encuentra sobre la puerta del templo. Cada 15 de agosto, festividad de la Asunción de María, los diviseros de la divisa, se reúnen en la ermita para celebrar una misa y su Junta Anual.